# Амфилох
Амфилох в древногръцката митология е син на Амфиарай. По времето на Похода на Седемте срещу Тива бил още кърмаче, но участвал в Похода на Епигоните, също като баща си Амфиарай. Те двамата били принудени да участват в Похода на Епигоните от майка си Ерифила, която била подкупена от сина на Полиник – Терсандър.